# Emma Hinze
Emma Hinze (Hildesheim, 17 de septiembre de 1997) es una deportista alemana que compite en ciclismo en la modalidad de pista, especialista en las pruebas de velocidad.
Participó en dos Juegos Olímpicos de Verano, obteniendo dos medallas en la prueba de velocidad por equipos, plata en Tokio 2020 (junto con Lea Friedrich) y bronce en París 2024 (con Pauline Grabosch y Lea Friedrich).
Ganó once medallas en el Campeonato Mundial de Ciclismo en Pista entre los años 2019 y 2023, y diez medallas en el Campeonato Europeo de Ciclismo en Pista entre los años 2018 y 2024.
Fue la ganadora de la Liga de Campeones de 2021 en la categoría de velocidad.

## Medallero internacional
| Juegos Olímpicos   | Juegos Olímpicos         | Juegos Olímpicos  | Juegos Olímpicos      |
| Año                | Lugar                    | Medalla           | Competición           |
| ------------------ | ------------------------ | ----------------- | --------------------- |
| 2020               | Tokio (Japón)            | Medalla de plata  | Velocidad por equipos |
| 2024               | París (Francia)          | Medalla de bronce | Velocidad por equipos |
| Campeonato Mundial |                          |                   |                       |
| Año                | Lugar                    | Medalla           | Competición           |
| 2019               | Pruszków (Polonia)       | Medalla de bronce | Velocidad por equipos |
| 2020               | Berlín (Alemania)        | Medalla de oro    | Velocidad individual  |
| 2020               | Berlín (Alemania)        | Medalla de oro    | Velocidad por equipos |
| 2020               | Berlín (Alemania)        | Medalla de oro    | Keirin                |
| 2021               | Roubaix (Francia)        | Medalla de oro    | Velocidad individual  |
| 2021               | Roubaix (Francia)        | Medalla de oro    | Velocidad por equipos |
| 2022               | Saint-Quentin (Francia)  | Medalla de oro    | Velocidad por equipos |
| 2022               | Saint-Quentin (Francia)  | Medalla de plata  | 500 m contrarreloj    |
| 2022               | Saint-Quentin (Francia)  | Medalla de bronce | Velocidad individual  |
| 2023               | Glasgow (Reino Unido)    | Medalla de oro    | Velocidad por equipos |
| 2023               | Glasgow (Reino Unido)    | Medalla de oro    | 500 m contrarreloj    |
| Campeonato Europeo |                          |                   |                       |
| Año                | Lugar                    | Medalla           | Competición           |
| 2018               | Glasgow (Reino Unido)    | Medalla de bronce | Velocidad por equipos |
| 2019               | Apeldoorn (Países Bajos) | Medalla de plata  | Velocidad por equipos |
| 2022               | Múnich (Alemania)        | Medalla de oro    | Velocidad individual  |
| 2022               | Múnich (Alemania)        | Medalla de oro    | Velocidad por equipos |
| 2022               | Múnich (Alemania)        | Medalla de oro    | 500 m contrarreloj    |
| 2023               | Grenchen (Suiza)         | Medalla de oro    | Velocidad por equipos |
| 2023               | Grenchen (Suiza)         | Medalla de oro    | 500 m contrarreloj    |
| 2023               | Grenchen (Suiza)         | Medalla de bronce | Keirin                |
| 2024               | Apeldoorn (Países Bajos) | Medalla de oro    | Velocidad por equipos |
| 2024               | Apeldoorn (Países Bajos) | Medalla de bronce | Velocidad individual  |